# Discotettix selangori
Discotettix selangori är en insektsart som beskrevs av Mahmood, K., Idris och Salmah 2007. Discotettix selangori ingår i släktet Discotettix och familjen torngräshoppor. Inga underarter finns listade i Catalogue of Life.